# Orifizio uretrale interno
L'orifizio uretrale interno è l'apertura della vescica urinaria nell'uretra. Si trova all'apice del trigono vescicale, nella parte più dipendente della vescica, ed è di solito a forma quasi di mezzaluna; la mucosa immediatamente dietro presenta una lieve elevazione nel maschio (uvula vesicae), provocata dal lobo di mezzo della prostata.